# Televisietoren van Tasjkent
De televisietoren van Tasjkent is een 375 m hoge toren in Tasjkent, de hoofdstad van Oezbekistan. Het is de hoogste toren in Centraal-Azië. De bouw begon in 1978 en zes jaar later, op 15 januari 1985, begonnen de uitzendingen vanaf de toren.
De stalen structuur blijft rechtop staan door gebruik van een cantilever-mechanisme: het inklemmen aan de basis van de toren. De toren werd ontworpen door het architectenbureau Terxiev, Tsarucov & Semashko.
De toren heeft een bezoekersplatform op 97 m hoogte.